# 進藤こころ
進藤 こころ（しんどう こころ、8月19日 - ）は、日本の女性声優。神奈川県出身。アミューズメントメディア総合学院卒業。以前はアーツビジョンに所属していた。

## 出演
太字はメインキャラクター。

### テレビアニメ
1990年代
- 吸血姫美夕（1997年、青木久絵、女性）
- スーパードール★リカちゃん（1998年、篠原靖代）
- TRIGUN（1998年、少女A）
- プリンセスナイン 如月女子高野球部（1998年、大道寺真央）
- MASTERキートン（1998年、子供）
- 課長王子（1999年）

2000年代
- 爆転シュート ベイブレード（2001年、バラカット）
- わがまま☆フェアリー ミルモでポン!（2002年 - 2004年、日高瑞希、アテネ） - 2シリーズ
- カスミン（2003年、冬田雪乃）
- アガサ・クリスティーの名探偵ポワロとマープル（2004年、メアリー・ドラウアー）
- 新釈 眞田十勇士（2005年、松平竹千代〈家康・幼年時〉）

### OVA
- BREAK-AGE（1999年、小学生2）
- ジョジョの奇妙な冒険 ADVENTURE（2000年、女生徒B）

### ドラマCD
- プリンセスナイン 如月女子高野球部 CDドラマ 燃える対決!裸のナインたち（1998年、大道寺真央[3]）
- Weiß kreuz Dramatic Precious 1st STAGE SLEEPLESS NIGHT（1999年、女子高生A）

### 吹き替え
- アンジェラ・アナコンダ[1]
- テレサ アンナ ヘレナ 3つごのだいぼうけん（ヘレナ[1]）